# Josef Cosack
Caspar Josef Cosack (* 19. Juni 1801 in Neheim; † 18. September 1879 in Karlsbad) war ein deutscher Unternehmer und Industriepionier.

## Leben

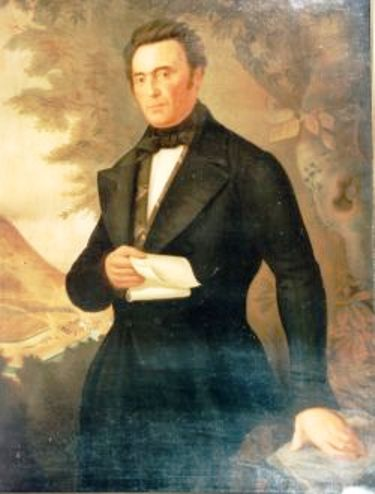
Josef Cosack, Gemälde von Josef Bergenthal, 1848

Er war Sohn von Josef Cosack Land- und Gastwirt, sowie Rentmeister der Freiherren von Fürstenberg in Neheim und entstammt einer Gutsbesitzer- und Industriellenfamilie, die seit dem 14. Jahrhundert im südlichen Westfalen nachgewiesen ist und seit 1763 ihren Stammsitz im Neheimer Burghaus Gransau hat. Die Mutter Franziska (geb. Amecke) war die Tochter eines Gastwirtes und Stadtrates aus Menden.
Die Familie war nach dem Tod des Vaters 1818 hoch verschuldet. Die Versuche des jungen Cosack in der zur Familie gehörenden Landwirtschaft erfolgreich zu sein, waren nicht von Erfolg gekrönt. Eine Wende bedeutete 1831 seine Teilhaberschaft an der Kolonialwarengroßhandlung und Ölmühle von Friedrich Wilhelm Brökelmann. Durch seine Heirat mit Franziska Schelle kam er in den Besitz einer ähnlichen Handlung in Arnsberg. Im Ramsbecker Bergbau engagierte sich Cosack stark, sodass er im Jahr 1832 fast alleiniger Anteilseigner war. Er begann die Förderung der Ramsbecker Gewerkschaft zu modernisieren und die verstreuten Bergbaurechte zu konsolidieren, ehe er die Gewerkschaft an den Rheinisch-Westfälischen Bergwerksverein verkaufte.
Im Jahr 1839 gründete er zusammen mit Brökelmann und Wilhelm Overbeck ein Puddelwerk Joseph Cosack & Comp. in Hüsten, das als erster Hüstener Industriebetrieb gilt. Dieser erste Versuch in der Eisenindustrie Fuß zu fassen scheiterte. Im Jahr 1845 gründete Cosack an derselben Stelle das kombinierte Frisch-, Walz- und Weißblechwerk Hüstener Gewerkschaft. Diese Gründung erwies sich als dauerhaft und brachte Cosack erheblichen Gewinn ein. In Arnsberg baute er eine repräsentative Villa, in der heute die Handwerkskammer Südwestfalen ihren Sitz hat. Nach dem Tod seiner ersten Frau heiratete er 1846 Lisette Weiskirch aus Attendorn.
Wegen der besseren Anbindung an die Eisenbahn gründeten Cosack, Brökelmann und zwei Kaufleute aus Hamm 1853 in Hamm ein Puddel-, Walz- und Drahtwerk Cosack & Co. Organisatorisch war dieses insofern innovativ, als es alle Produktionsschritte von der Erzeugung von Puddeleisen bis zum Endprodukt in sich vereinte. Im Jahr 1865 wurde er Alleininhaber. Im Jahr 1873 verkaufte er sein Werk in Hamm, dass zu dieser Zeit rund 2500 Mitarbeiter beschäftigte. Es wurde zum Kern der Westfälischen Union AG für Eisen- und Drahtindustrie.
Später begann Cosack Landbesitz im großen Stil zu erwerben. So erwarb er 1871 das Rittergut Mentzelsfelde bei Lippstadt, 1873 das Klostergut Wormeln bei Warburg, sowie 1875 das Rittergut Schweckhausen bei Soest, von welchen sich die beiden erstgenannten bis heute im Besitz seiner Nachkommen befinden. Auf diese Weise wurde die Familie Cosack einer der größten bürgerlichen Landeigner Norddeutschlands. Außerdem pachtete er Haus Westhemmerde.
Cosack gehörte zu den Gründern der Handelskammer zu Arnsberg und war ihr erster Präsident. Zwischen 1851 und 1853 gehörte er dem preußischen Abgeordnetenhaus an. Er begründete zusammen mit den Brüdern Reichensperger und anderen katholischen Abgeordneten in der zweiten Kammer die katholische Fraktion mit.
Auch in kirchlichem Belange machte er sich verdient, indem er 1864/1865 in Hamm die Josefskirche bauen ließ. Josef Cosack, selbst gläubiger Katholik, gründete damit die erste neue katholische Pfarrgemeinde in Hamm seit dem Mittelalter. Dies war vor allem deshalb erforderlich, weil der katholische Bevölkerungsanteil der Stadt durch die expansive Entwicklung seines Werkes in Hamm rasant angewachsen war. Denn Cosack holte viele Arbeiter aus seiner katholischen sauerländischen Heimat zur Westfälischen Union.